# Mordejai Ardón

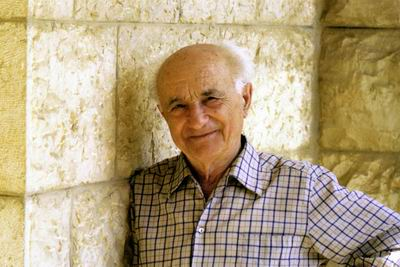

Mordejai Ardon (1896- 1992) nace en Tuchów (en la actual Polonia) un 13 de julio, hijo de un relojero y orfebre trabajador en oro y en el año 1933 emigra al Mandato británico de Palestina (actual Israel). 
Ardon es considerado por muchos como el pintor más importante en la historia de Israel. Entre 1921-1925 estudió en el Bauhaus bajo la tutela de Lyonel Feninger, Vasili Kandinsky y Paul Klee; este último surtió una profunda influencia en él, compartida con la de algunos de los antiguos maestros del arte, especialmente Rembrandt y El Greco. Precisamente, el aprendizaje de las técnicas pictóricas de estos últimos lo realizó en la Academia de Múnich con el maestro Max Doerner. 
Esta aparente dualidad que representa el gusto por lo clásico y lo vanguardista, entre un moderno expresionismo y un estilo abstracto, va a signar los principales caracteres de la pintura de Ardon a lo largo de sus 70 años de carrera artística. 
Ardon creyó en un arte despojado de todo mensaje político y social, una pintura debía ser apreciada y juzgada solamente de acuerdo a sus elementos artísticos inherentes: el color, la composición y la interacción. Así, rechazó también las significaciones literarias y simbólicas, aunque no siempre haya podido aislarse del marco cronológico circundante. 
Debido a su talento, hacia 1954 en el biennale de Venecia le fue otorgado el premio UNESCO, y en 1963 recibió del Estado el Premio Israel. En 2006 se subastó una de sus pinturas Nakar Hazman – “El pájaro carpintero del tiempo” en la cifra récord de 643,200 dólares.